# 714 Ulula
714 Ulula este un asteroid din centura principală, descoperit pe 18 mai 1911, de Joseph Helffrich.

## Denumirea asteroidului
Asteroidul a primit numele unei păsări, cunoscute în limba română, cu denumirea de ciuhurez (Surnia ulula ulula, L., 1758), din familia bufniței.